# Schloss Chapultepec

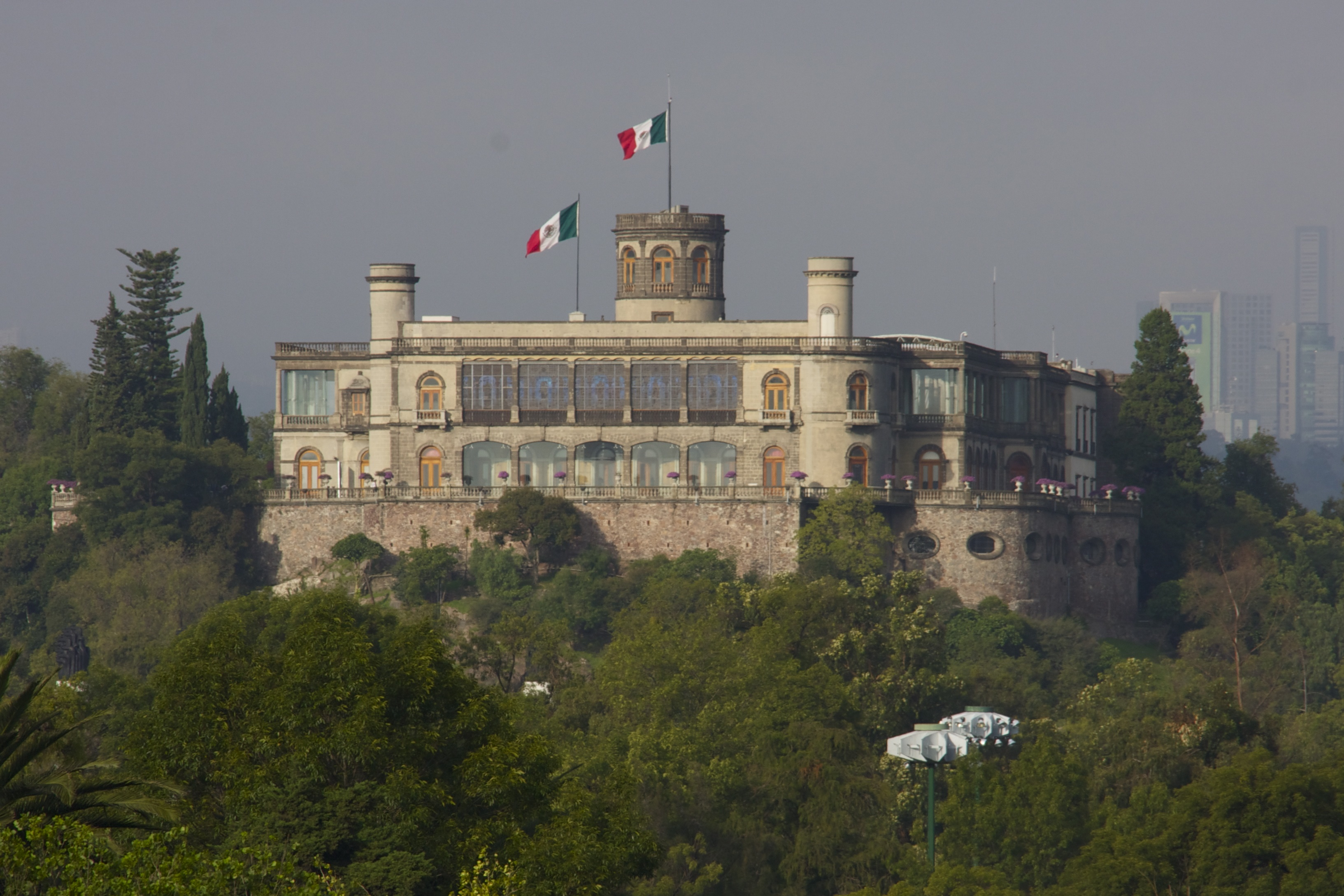
Schloss Chapultepec

Schloss Chapultepec liegt auf dem Gipfel des Chapultepec („Heuschreckenhügel“ auf Nahuatl) im Westen von Mexiko-Stadt. Die heutige Erscheinungsform geht im Wesentlichen auf Umbauten während des Zweiten Kaiserreiches zurück.

## Geschichte
Bereits vor der Eroberung des Aztekenreiches durch Hernán Cortés gab es am Fuße des Berges einen Palast, der durch die Spanier zerstört wurde. 1784 ließ Vizekönig Bernardo de Gálvez y Madrid einen Sommersitz errichten. 1806 wurde das Schloss von der Stadt Mexiko erworben. Während des Unabhängigkeitskriegs wurde das Gebäude aufgegeben und wurde erst 1833 einer neuen Nutzung als Militärakademie zugeführt und dafür umgebaut. Im Mexikanisch-Amerikanischen Krieg von 1847 wurde das Schloss angegriffen, der Widerstand der Kadetten in der Schlacht von Chapultepec wird bis heute in Mexiko gewürdigt.

## Kaiserliche Residenz
1864 ließ Kaiser Maximilian das Schloss zur kaiserlichen Residenz umbauen. Die Ausbaupläne seines Hofarchitekten Carl Gangolf Kaysers einer großen Erweiterung im mittelalterlichen Stil wurden aber nicht umgesetzt. Dennoch verschlangen unter der Aufsicht von Architekt Ramon Rodrigez Arrangioti die Umbauten gewaltige Summen. Die Rechnungen wurden aber aus der Privatschatulle beglichen, denn die Staatskasse war leer. 
Einige Räume mit Originalmobiliar Maximilians haben sich erhalten. 
Das Schloss lag damals noch außerhalb der Stadt. Maximilian befahl den Bau eines schnurgeraden Boulevards, der die kaiserliche Residenz mit dem Stadtzentrum verband. Zu Ehren von Kaiserin Carlotta wurde dieser Paseo de la Emperatriz benannt. Nach Wiederherstellung der Republik 1867 wurde die Prachtstraße in Paseo de la Reforma umbenannt. Nach dem Tod Kaiser Maximilians gab es viele offene Rechnungen österreichischer Unternehmen. Da aber die mexikanischen Kassen leer waren, wurde versucht die Familie heranzuziehen, insbesondere seine Erben.

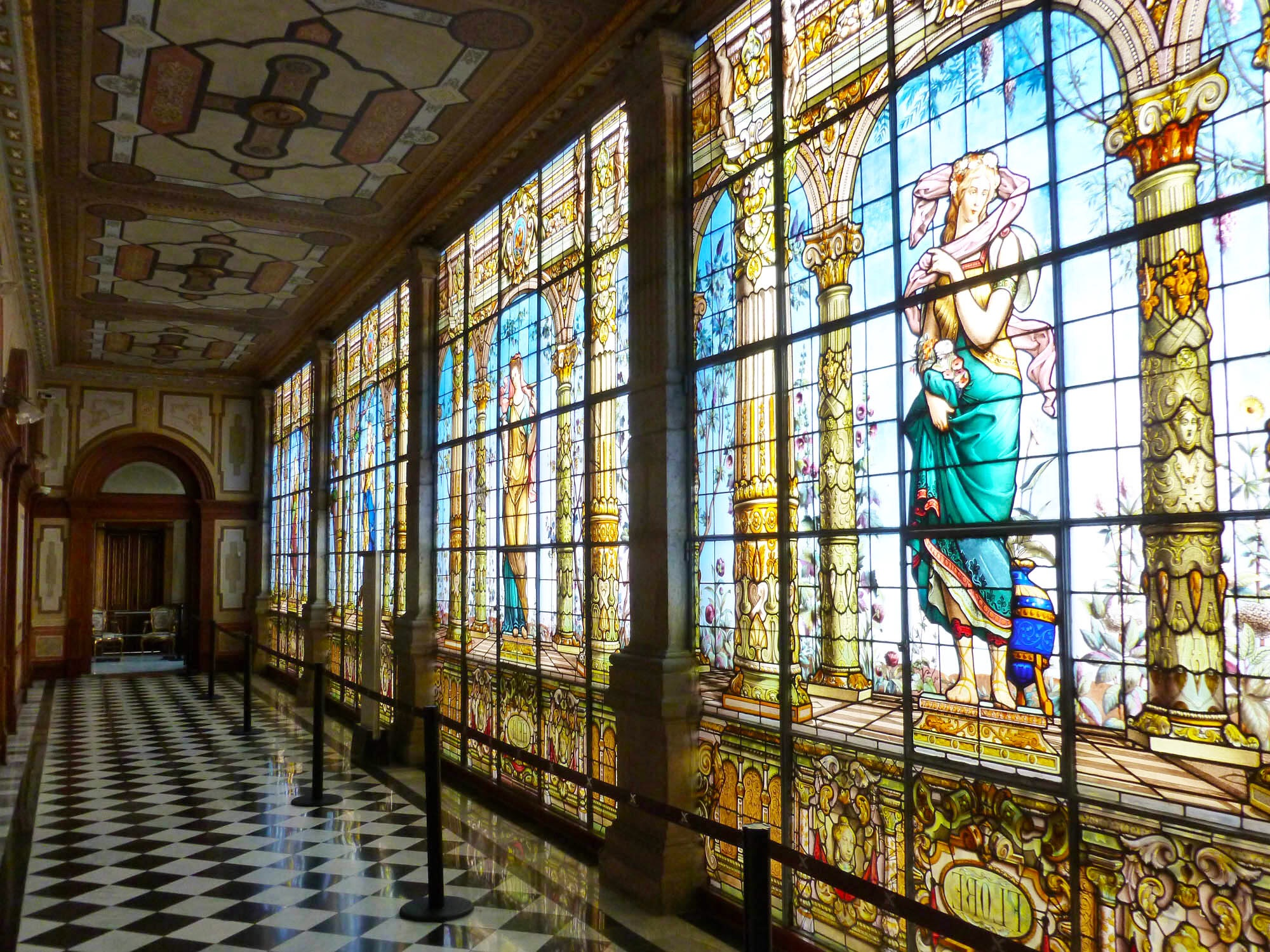
Schloss Chapultepec, Hallenkorridor mit Buntglasfenstern

## Heute
Nach dem Sturz des Zweiten Kaiserreiches diente das Schloss den Präsidenten Mexikos als offizieller Regierungssitz. Seit 1944 beherbergt das Schloss das „Museo Nacional de Historia“.
Am 16. Januar 1992 wurde auf dem Schloss, auf Vermittlung von UN-Generalsekretär Boutros Boutros-Ghali, das Friedensabkommen von Chapultepec unterzeichnet, das den salvadorianische Bürgerkrieg beendete. Mit dem Vertrag wurde Frieden zwischen der salvadorianischen Regierung und der Nationalen Befreiungsfront Farabundo Martí (FMLN) geschlossen. Neben dem damals amtierenden Präsidenten Alfredo  Cristiani und dem Führer der FMLN Schafik Handal auch der Rebellen-General und spätere Präsident El Salvadors Salvador Sánchez Cerén.

## Belege
1. ↑  Ilsebill Barta: Maximilian v Mexiko, Der Traum vom Herrschen. In: Publikation der Museen des Mobiliendepots. Band 31, S. 101 bis 109.
2. ↑  Schloss Artstetten Archiv / Kaiser Maximilian v. Mexiko / Regal C sowie Wladimir Aichelburg, Erz Franz Ferdinand von Österreich Este 1863-1914, Tome 3 Seite 873
3. ↑  Friedensvertrag von El Salvador (unterzeichnet in Chapultepec). In: Quetzal Leipzig. 13. Dezember 1993, abgerufen am 14. Februar 2024.

Koordinaten: 19° 25′ 13,7″ N, 99° 10′ 54,4″ W